# Xochistlahuaca (kommun)
Xochistlahuaca är en kommun i Mexiko.   Den ligger i delstaten Guerrero, i den sydöstra delen av landet, 300 km söder om huvudstaden Mexico City. Antalet invånare är 28 089. Arean är 321 kvadratkilometer.
Terrängen i Xochistlahuaca är huvudsakligen kuperad, men åt nordost är den bergig.
Följande samhällen finns i Xochistlahuaca:
- Xochistlahuaca
- Guadalupe Victoria
- La Soledad
- Colonia Renacimiento
- Los Liros
- Plan de Pierna
- El Santiago
- Plan de los Muertos
- Arroyo Gente
- Rancho del Cura Tejería
- Llano del Carmen
- Plan Lagarto
- Cerro Bronco
- Arroyo Seco
- Cabeza de Arroyo Caballo
- Luis Donaldo Colosio Murrieta
- Manantial Mojarra
- Plan Maguey II
- Cumbre de San José
- Lindavista
- La Ciénega
- Cabeza de Arroyo Nuevo
- Plan de Arroyo Limón
- Cerro de Piedra Regada
- Plan de Guadalupe
- Arroyo Montaña
- Rancho del Cura Ejido
- Colonia Cerro Nanche
- Cerro Cajón
- Junta de Arroyo Blanquillo
- Cruz Podrida
- Tierra Colorada
- Parota Quemada
- Colonia San Francisco
- Arroyo Guacamaya Uno
- Piedra Pesada
- Colonia Piedra del Sol
- Colonia Progreso
- Loma de Piedra Azul
- Juan Rocha Reyes
- Crucero de Caminos